# Lengwil
Lengwil ist eine Ortschaft und seit 1998 eine politische Gemeinde im Bezirk Kreuzlingen des Kantons Thurgau in der Schweiz. Lengwil liegt südlich der Stadt Kreuzlingen auf dem Seerücken.
Die Gemeinde besteht aus den Ortschaften Lengwil, Dettighofen (Lengwil), Oberhofen bei Kreuzlingen und Illighausen. Lengwil hat einen Bahnhof an der Bahnstrecke Konstanz–Weinfelden.

## Geschichte
Seit 1998 bildet die ehemalige Munizipalgemeinde Illighausen zusammen mit ihren ehemaligen Ortsgemeinden Illighausen und Oberhofen bei Kreuzlingen die politische Gemeinde Lengwil, während die früher ebenfalls zur Munizipalgemeinde Illighausen zählende Ortsgemeinde Schönenbaumgarten seit 1998 zur politischen Gemeinde Langrickenbach und der Weiler Ast aus der ehemaligen Ortsgemeinde Oberhofen zur politischen Gemeinde Berg gehören. Der Oberhofer Ortsteil Lengwil gab der neuen Gemeinde den Namen.
Die seit 1942 bestehende reformierte Kirchgemeinde Lengwil verfügt über zwei Kirchen, eine in Illighausen und eine in Oberhofen. Letztere wird auch von den nach Kreuzlingen-Emmishofen pfarrgenössigen Katholiken genutzt.
→ siehe auch Abschnitt Geschichte im Artikel Illighausen

→ siehe auch Abschnitt Geschichte im Artikel Oberhofen bei Kreuzlingen

## Wappen

Oberhofen

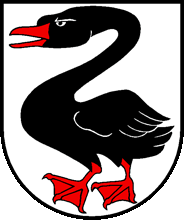
Illighausen

Lengwil

Blasonierung: Halbgespalten und geteilt von einer eingebogenen erniedrigten Spitze; 1: In Rot drei seitlich aneinander stossende weisse Rauten; 2: In Weiss ein schreitender schwarzer Schwan mit rotem Schnabel und roten Füssen; 3: Die weisse Spitze belegt mit vier, je zu zwei aus der rechten und der linken Fussflanke kommende, rote Keile, sich in der Spitze treffend.
Das Wappen von Lengwil setzt sich zusammen aus den Wappen der ehemaligen Ortsgemeinden Oberhofen und Illighausen. Die drei Rauten symbolisieren die Ortschaften Oberhofen, Lengwil und Dettighofen der ehemaligen Ortsgemeinde Oberhofen. Der schwarze Schwan stammt aus dem ausgestorbenen Geschlecht der Illighauser in Konstanz. Die Schweife symbolisieren die Zusammenführung der zwei ehemaligen Ortsgemeinden zur Gemeinde Lengwil.

## Bevölkerung
| Die zur Anzeige dieser Grafik verwendete Erweiterung wurde dauerhaft deaktiviert. Wir arbeiten aktuell daran, diese und weitere betroffene Grafiken auf ein neues Format umzustellen. (Mehr dazu) |

| Jahr                  | 2000  | 2010   | 2018  | 2023   |
| Gemeinde              | 1227  | 1363   | 1726  | 1772   |
| Ortschaft Lengwil     | 230   | 242    | 553   | 573    |
| Ortschaft Dettighofen | 147   | 173    | 200   | 187    |
| Quelle Ortschaften    | [ 9 ] | [ 10 ] | [ 5 ] | [ 11 ] |

|                       | Einwohner insgesamt | Ausländer    | Evangelisch- Reformierte | Römisch- Katholische |
| Gemeinde              | 1772                | 497 (28,0 %) | 569 (32,1 %)             | 384 (21,7 %)         |
| Ortschaft Lengwil     | 573                 | 226 (39,4 %) | 135 (23,6 %)             | 128 (22,3 %)         |
| Ortschaft Dettighofen | 187                 | 42 (22,5 %)  | 87 (46,5 %)              | 20 (10,7 %)          |

## Wirtschaft

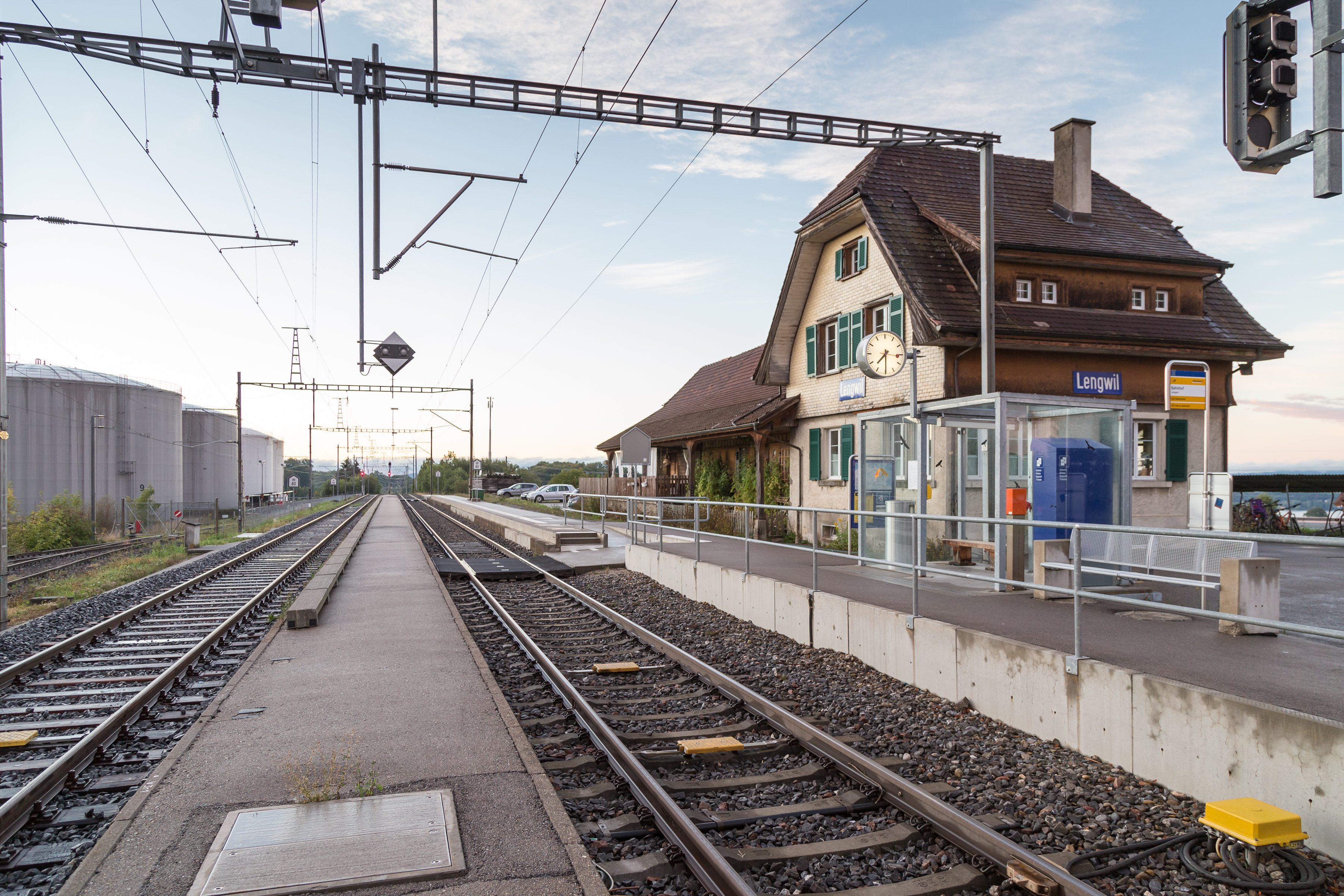
Bahnhof und Tanklager Lengwil

Lengwil verfügt über eine vielfältige Landwirtschaft. Die Heil- und Bildungsstätte Ekkharthof ist neben Industrie und Handwerk (Gewerbepark) der grösste Arbeitgeber.
Im Jahr 2016 bot Lengwil 673 Personen Arbeit (umgerechnet auf Vollzeitstellen). Davon waren 9,2 % in der Land- und Forstwirtschaft, 24,6 % in Industrie, Gewerbe und Bau sowie 66,2 % im Dienstleistungssektor tätig.

## Sehenswürdigkeiten
- Paritätische Kirche Oberhofen
- Schloss Liebburg

## Persönlichkeiten
- Hermann Weideli (1877–1964), Architekt, wurde im Ortsteil Oberhofen geboren.
- Kristin Thielemann lebt seit 2009 im Ortsteil Oberhofen.